# Белов, Пётр Матвеевич
Пётр Матвеевич Белов (29 июня 1902, Самара, Российская империя — 8 мая 1964, Москва, СССР) — советский военачальник,  генерал-майор инженерно-технической службы  (13.09.1944)

## Биография
Родился в 1902 году, в городе Самара. Русский.
В  мае 1919 года  вступил в Красную Армию и участвовал в  Гражданской войне на Восточном фронте
В 1920 году вступил в РКП(б).
После войны продолжил службу в РККА.
В Великой Отечественной  войне, полковник Белов с 25 июня 1941 года — начальник отдела военных сообщений полевого управления 4-й ударной армии.
С сентября 1943 года  полковник, а с 13 сентября 1944 года  генерал-майор инженерно-технической службы Белов — Начальник Управления Военных Сообщений 2-го Украинского фронта.
После войны занимал должность начальника Центрального Военного Отдела Наркомата Путей Сообщения СССР. В 1953 году уволен в запас.
Жил в Москве. Умер в мае 1964 года. Похоронен на Преображенском кладбище.

## Награды
- орден Ленина (21.02.1945)[3]
- три ордена Красного Знамени (22.02.1944 [4], 03.11.1944[3], 15.11.1950[3])
- орден Кутузова I степени (29.07.1945)[5]
- орден Богдана Хмельницкого II степени (28.04.1945)[6]
- орден Красной Звезды (30.01.1943)[7][8]
  - медали СССР:
  - «XX лет Рабоче-Крестьянской Красной Армии» (1938)
  - «За Победу над Германией в Великой Отечественной войне 1941—1945 гг.» (1945)
  - «За победу над Японией» (1945)
  - «За взятие Будапешта» (1945)
  - «За взятие Вены» (1945)
  - «За доблестный труд в Великой Отечественной войне 1941—1945 гг.» (1945)